# Finance catholique

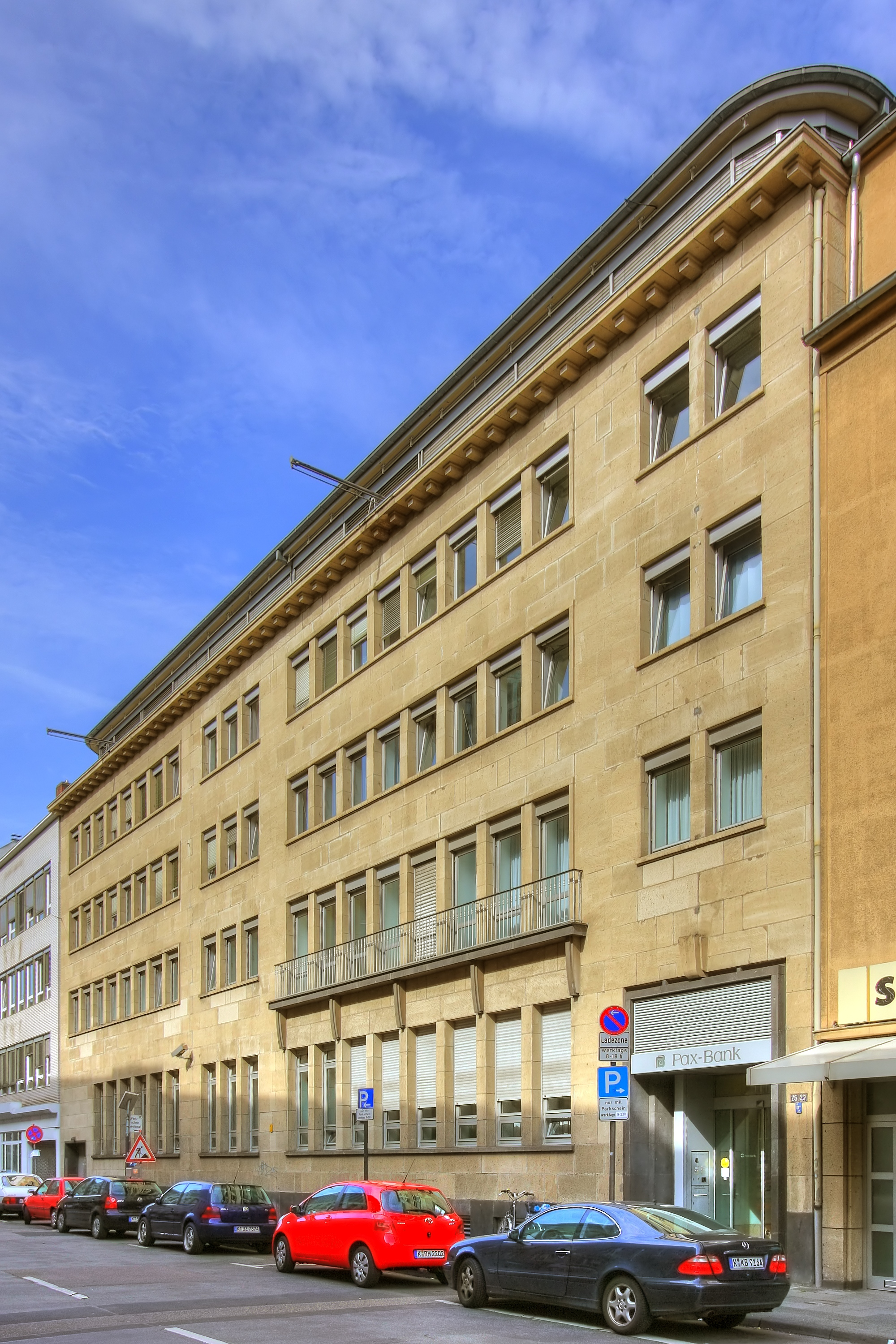
Zentrale der Pax-Bank in Köln, Von-Werth-Straße 25-27

La finance catholique appartient à la catégorie des finances éthiques religieuses, à l'instar de la finance islamique. La finance catholique se caractérise par l'existence de trois dimensions : dimension personnelle (acteurs), dimension opérationnelle (opérations), dimension dogmatique (principes).

## Présentation générale

### Acteurs
Bien que d'usage peu courant, la notion de « finance catholique » se réfère à des activités bancaires et financières dont l'apparition remonte pour certaines d'entre elles à plusieurs siècles. Qu'il s'agisse des activités de l'ordre du Temple (XIIe et XIIIe siècles), des monts-de-piété (apparus en 1462) ou de la Chambre apostolique rattachée directement au Vatican, un certain nombre d'opérations de nature bancaire (prêt d'argent, garantie, etc.) ou financières (émission de titres de financement, placements) est avéré, ceci malgré la prohibition du prêt à intérêt et la méfiance de l'Église à l'encontre des activités d'échange (par opposition aux activités de production).
À l'époque contemporaine, si la finance catholique cléricale continue de faire régulièrement parler d'elle par le biais de la banque du Vatican (IOR), elle compte par ailleurs de nombreux acteurs financiers catholiques laïcs que ce soit en Allemagne (Pax Bank, Liga Bank, DKM Darlehenskasse…) ou aux États-Unis d'Amérique (Catholic Family Federal Credit Union, Holy Rosary Credit Union). D'autres acteurs chrétiens réformés existent (p. ex. Christian Community Credit Union, Kingdom Bank).[réf. nécessaire]
En France, si l'Union générale se présentait ostensiblement comme un établissement de crédit catholique, aujourd'hui, la finance solidaire (finance éthique profane) semble s'être totalement substituée à la finance chrétienne (p. ex. Crédit coopératif, Caisses de crédit municipal). Néanmoins, au regard des principes éthiques mis en œuvre et de leur origine historiquement catholique, bon nombre d'acteurs de la finance solidaire peuvent être rattachés à la catégorie de la finance chrétienne (« acteurs catho-compatibles »).

### Produits financiers
Si certaines opérations financières ont été explicitement condamnées parce qu'elles contournaient la prohibition de l'usure (p. ex. contrat mohatra), les opérations de banque catholiques contemporaines se caractérisent surtout par leur recherche de solidarité et la répartition des bénéfices au profit des plus démunis. Par exemple, la Liga Bank propose des cartes de paiement dont les commissions sont reversées à des associations caritatives de soutien à l'enfance.

### Principes
Comme la finance islamique, la finance catholique prétend encadrer des opérations de nature bancaire et financière par des principes moraux directement issus de l'interprétation des textes religieux chrétiens (Bible) et de la doctrine de l'Église catholique romaine (Traité des vertus et des vices, Doctrine sociale de l'Église). Aussi, depuis la crise financière des subprimes, a-t-on pu constater que le Conseil pontifical Justice et Paix prenait de plus en plus souvent des positions sur les sujets financiers. En juin 2013, il publiait par exemple une note intitulée "Postures chrétiennes face à la finance".
Dans son livre intitulé « Finance catholique », Antoine Cuny de la Verryère présente sept principes financiers catholiques (« princificats ») : prohibition du court-termisme, prohibition des investissements non vertueux, obligation de privilégier l'épargne vertueuse, prohibition des profits injustes, obligation de partage des profits, obligation de transparence, obligation d'exemplarité financière.

## Développements en France et dans le monde

### Finance catholique
Plusieurs acteurs financiers chrétiens sont apparus en France à la suite de la création du fonds Proclero et de la publication du livre Finance Catholique (EMS, juillet 2013), notamment la plateforme de financement participatif Credofunding ou celle des Projets Rosalie, et la société de conseil en investissement le Cèdre finance éthique.
L'été 2015 voit l'avènement de la finance chrétienne en France. Jusqu'au lancement par S&P Global Ratings du produit « S&P 500 Catholic Values Index », les concepts « finance catholique » et « finance chrétienne » étaient très controversés en France, les principales critiques redoutant une confusion entre la religion (l'Église) et les pratiques financières. Néanmoins, le lancement du produit par S&P a permis de consacrer publiquement les concepts. L'association internationale à but non lucratif nommée « Observatoire de la Finance Chrétienne » (OFCCFO) publie en août 2015 une « Charte Fondamentale de la Finance Éthique Chrétienne » en plusieurs langues (français, anglais, italien, russe). Sa commission de notation Excelsis, regroupant des professionnels de la finance de plusieurs nationalités, attribue la note B- au produit « S&P 500 Catholic Values Index ».
À la suite de la publication de l'encyclique Laudato si' (publiée le 18 juin 2015), et dans un souci de sauvegarde de la Création, quarante institutions catholiques à travers le monde, comprenant des banques et des organismes de microfinance, ont décidé en 2017 de désinvestir des énergies fossiles (charbon, gaz et pétrole). Il s’agit du plus grand désinvestissement jamais réalisé par des institutions religieuses.
Des dons d'action sont proposés par l'Église au Canada.

### Finance orthodoxe
Selon la presse russe, un groupe d’hommes d’affaires auraient commencé à travailler en décembre 2014 à la création d’une banque orthodoxe et d’un fonds d’investissement, inspiré des institutions bancaires islamiques. L’archiprêtre Vsevolod Chaplin aurait bien accueilli le projet car il permettrait de pallier les mécanismes usuraires. Annoncé en plein cœur de la crise du rouble et dans le contexte des tensions entre russes et occidentaux au sujet de l'Ukraine, ce projet, aurait, pour certains analystes, une dimension politique. Il serait une façon de faire reposer sur le système financier occidental les difficultés économiques et financières que traverse la Russie.